# Архиепархия Танжера
Архиепархия Танжера (лат. Archidioecesis Tingitana) — архиепархия Римско-Католической церкви с центром в городе Танжер, Марокко. Архиепархия Танжера подчиняется непосредственно Святому Престолу. Кафедральным собором архиепархии Танжера является церковь Пресвятой Девы Марии Лурдской.

## История
Танжер был занят португальцами в 1471 году. 21 августа 1472 года Римский папа Сикст IV издал буллу Clara devotionis, которой учредил епархию Танжера, которую выделил из епархии Сеута (сегодня — Епархия Кадиса и Сеуты). Первоначально епархия входила в митрополию Лиссабона (сегодня — Патриархат Лиссабона).
12 января 1514 года епархия Танжера передала часть своей территории для возведения новой епархии Фуншала.
29 сентября 1540 года епархия Танжера вошла в митрополию Эворы.
9 июня 1570 года епархия Танжера и епархия Сеуты были объединены в одну епархию. Из-за конфликта Святого Престола с Португалией кафедра епархии Танжера и Сеуты была вакантной до середины XVII века.
28 ноября 1630 года Святой Престол учредил апостольскую префектуру Марокко, поручив её францисканцам из Андалусии. 13 июля 1693 года апостольская префектура Марокко была преобразована в апостольский викариат.
В первой половине XVIII века деятельность апостольского викариата Танжера пришла в упадок и апостольский викариат был понижен до уровня апостольской префектуры. В это время апостольскую префектуру обслуживали всего лишь три францисканца. Такая ситуация продолжалась до 1859 года, когда в Танжер прибыли ещё пять монахов.
14 апреля 1908 года Римский папа Пий X издал бреве Romani Pontifices, которым преобразовал апостольскую префектуру Танжера в апостольский викариат.
5 июля 1954 года апостольский викариат Танжера передал часть своей территории для возведения новой апостольской префектуры Испанской Сахары и Ифни (сегодня — Апостольская префектура Западной Сахары).
14 ноября 1956 года Римский папа Пий XII выпустил буллу Qui Deo disponente, которой возвёл апостольский викариат Танжера в ранг архиепархии.

## Ординарии архиепархии
- священник Nunius Álvarez (1468 или 27.02.1469 — 15.07.1491);
- священник Diego de Ortiz de Vilhegas (29.07.1491 — 3.05.1500) — назначен епископом Сеуты;
- священник João Lobo (4.05.1500 — 1508);
- священник Nicolas Pedro Méndez (4.03.1523 — 1542);
- священник Gonçalo Pinheiro (23.11.1542 — 27.06.1552) — назначен епископом Визеу;
- священник Francisco Guaresma (15.12.1557 — 1585);
- священник Diego Corrêa de Souza (15.07.1585 — 16.02.1598) — назначен епископом Порталегре;
- священник Hector Valladares (11.03.1598 — 1600);
- священник Geronimo de Gouvea (24.01.1601 — 1602);
- священник Agostinho Ribeiro (27.08.1603 — 29.07.1613) — назначен епископом Ангры;
- священник Antonio de Aguilar (21.10.1613 — 1632);
- священник Gonçalvo (Gonzalo) da Silva (6.09.1632 — 16.02.1649);
- священник João de Palma (1647);
- священник João de Andrade (1655);
  - Sede vacante (1645—1675);
- Блаженный Хуан де Прадо (1630 — ?);
- священник Diego Ortega de Escacena (13.07.1693 — 1696);
  - Sede vacante (1696—1859);
- священник Miguel Cerezal (1859 — ?);
- священник José María Lerchundi (1877 — 9.03.1896);
- епископ Francisco María Cervera y Cervera (1896 — 26.03.1926);
- епископ José María Betanzos y Hormaechevarría (17.07.1926 — 27.12.1948);
- архиепископ Francisco Aldegunde Dorrego (27.12.1948 — 17.12.1973);
- архиепископ Carlos Amigo Vallejo (17.12.1973 — 22.05.1982) — назначен архиепископом Севильи;
- архиепископ José Antonio Peteiro Freire (2.07.1983 — 23.03.2005);
- архиепископ Santiago Agrelo Martínez (11.04.2007 — 24.05.2019);
- архиепископ Emilio Rocha Grande (с 7.02.2023);

## Источник
- Annuario Pontificio, Libreria Editrice Vaticana, Città del Vaticano, 2003, ISBN 88-209-7422-3
- Булла Clara devotionis Архивная копия от 30 июля 2016 на Wayback Machine / Bullarium patronatus Portugalliae regum, Tomus I, стр. 45-46  (лат.)
- Бреве Romani Pontifices Архивная копия от 3 ноября 2012 на Wayback Machine, ASS 41 (1908), стр. 623  (лат.)
- Булла Qui Deo disponente Архивная копия от 27 марта 2010 на Wayback Machine, AAS 49 (1957), стр. 336  (лат.)